# Диди-Инчхури
Диди-Инчхури (груз. დიდი ინჩხური) — село в Грузии, на территории Мартвильского муниципалитета края (мхаре) Самегрело-Верхняя Сванетия.

## География
Село находится в западной части Грузии, к востоку от реки Абаши, на расстоянии приблизительно 1 километра (по прямой) к северо-востоку от города Мартвили, административного центра муниципалитета. Абсолютная высота — 311 метров над уровнем моря.

## Население
По результатам официальной переписи населения 2014 года в Диди-Инчхури проживало 607 человек (303 мужчины и 304 женщины). В национальной структуре населения грузины составляли 99,5 %.
| Год  | Население, человек |
| ---- | ------------------ |
| 2002 | 699                |
| 2014 | ↘ 607              |